# Датско-финляндские отношения
Датско-финляндские отношения — двусторонние дипломатические отношения между Данией и Финляндией.

## История
10 января 1918 года Дания и Швеция стали первыми странами, признавшими независимость Финляндии. 18 февраля 1918 года Дания официально установила дипломатические отношения с Финляндией. Во время Советско-финляндской войны (1939-1940) более 1000 датских добровольцев пришли на помощь финляндской армии. Во время Советско-финляндской войны (1939-1940)  и Советско-финской войны (1941—1944) Дания приняла 4200 финляндских детей войны. 
В настоящее время обе страны являются членами Европейского союза, Северного паспортного союза, Совета государств Балтийского моря, Фонда культуры северных стран, Северного совета и Финляндско-датского фонда культуры.

## Торговля
В 2016 году Финляндия поставила товаров в Данию на сумму 965,69 млн. долларов США. Основной экспорт Финляндии в Данию: электротехника, железо и сталь, машинное оборудование. В 2017 году экспорт Дании в Финляндию составил сумму 2,04 млрд. долларов США. Основной экспорт Дании в Финляндию: машинное оборудование, электротехника, минеральное топливо и продукты дистилляции. В 2018 году экспорт Дании в Финляндию составил сумму 2 млрд. долларов США, что делает Финляндию 11-м по величине торговым партнером Дании.

## Туризм
В 2017 году 113 000 датчан посетили Финляндию, а 206 000 финляндских туристов побывали в Дании.

## Дипломатические представительства
- У Дании имеется посольство в Хельсинки[9].
- Финляндия содержит посольство в Копенгагене[10] (с 2017 года послом Финляндии в Копенгагене является Веса Васара).